# 阿武教子
阿武 教子（あんの のりこ、1976年5月23日 - ）は、山口県阿武郡福栄村（のちの萩市）出身の女子柔道家。女子72kg超級、78kg級で活躍。2004年アテネオリンピック柔道女子78kg級金メダリスト。
現役引退後に結婚し、園田教子に。

## 人物
小学生のころから3歳年上の姉である美和ともども、柔道界では有名な選手であった。明治大学文学部卒業。学位は学士（文学）（明治大学）。その後、警視庁に入庁。警官としての階級は警部補であり、オリンピック金メダリストとなった後に昇進した。栄典は紫綬褒章受章。その他の賞歴は世界柔道選手権優勝記録多数、アテネオリンピック柔道女子78kg級金メダル、警察功労章受章など。1996年までは当時の最重量級である72kg超級の選手だったが、その後階級の区切りが変更となったことに伴い、1997年は72kg級、1998年以降は78kg級の選手となった。国内外を問わない成果から「重量級の女王」として、「軽量級の女王」であった田村亮子と共に女子柔道界に君臨し続けた。女子選手では、史上最年少で四段を取得している。

## 来歴

### 中学まで
父の手ほどきにより、兄の貴宏と姉の美和に続いて3歳から萩スポーツ少年団で柔道を始めた。小学生の時は練習もきつくなり、試合で負けた時だけに限らず、勝っても内容が伴っていなければ父親からよく叩かたり、叱られていたという。小学校4年の時には練習ばかりでほとんどテレビを見ておらず同級生の話に全く付いていけなかったことから、｢もうやめる！｣と宣言したものの、いざ自由を手に入れると何もせずただボーッと過ごすだけの時間が多かったために、結局は2週間ほどで柔道に戻っていった。後に、父親は怖い存在であったものの現役の間はそれでよいし、今の自分があるのも父親のおかげだと語っている。小学校5年の時に出場した全国少年柔道大会では男子相手に健闘して決勝まで勝ち上がり2位となった。ちなみに、この時対戦はなかったが、後に大相撲で大関になる千代大海が3位となっている。
福栄中学2年の時には全日本チームのフランス遠征メンバーに最年少で選ばれた。中学3年の時には新設された全国中学校柔道大会の個人戦56kg超級に出場して、準決勝で茨城町立明光中学校3年の外岡裕子を送襟絞、決勝で藤村女子中学3年の星川麻貴を横四方固で破ったのをはじめ、オール一本勝ちで優勝した。なおこの時、後に結婚することになる当時高校3年生の園田隆二が阿武の付き人になって色々と世話をした。中学3年の2学期になると、園田から柔道を学びたい一心で、地元阿武郡の福栄中学から園田が在籍する柳川高校に隣接する柳城中学に転入した。ただ、この時点では将来園田と結婚することになるとは思いもよらなかったという。

### 高校時代

#### 高校1年
柳川高校では全日本女子代表チームのコーチも務めていた監督の河野満男の指導の下で、さらに力を付けていった。父親に監視されない環境だったこともあり、のびのびとした気持ちになりながらも、真剣に柔道に向き合えるようになっていったという。入学後すぐに出場した全日本選手権では、準々決勝で大阪府警察の佐藤昭子に判定で敗れるもののベスト8に入る健闘を見せるが、体重別では初戦で山形県教育委員会の坂上洋子に判定で敗れた。7月の世界ジュニア代表選考会では、高校チャンピオンである東海大第一高校3年の石垣晶代に一本勝ちしたのをはじめ、トーナメント戦を全勝して代表に選出された。さらに金鷲旗ではチームメイトで3年の佐野奈津子、2年の佐藤和恵とともに活躍して柳川高校の3連覇に大いに貢献した。続くインターハイでも大活躍して柳川の初優勝の原動力となった。
8月のポーランドジュニア国際では決勝で石垣を破ったのをはじめ、オール一本勝ちで優勝した。10月にはブエノスアイレスで開催された世界ジュニアに出場し、準決勝までオール一本勝ちで勝ち進むが、決勝では中国の袁華にパワーでおされて払腰で有効を取られて2位に終わった。しかし2週間後の強化選手選考会では、学生チャンピオンである湊川女子短大2年の浅田ゆかりを内股で一本勝ち、坂上と並んで国内のこの階級を代表する選手であるコマツの鈴木香を判定で破って決勝に進出して、決勝でも国士舘大学3年の五十嵐準子から背負落で一本勝ちして優勝を果たして、福岡国際の代表に選出された。初出場となった福岡国際の72kg超級では初戦で韓国の文祉允に判定で敗れるが、無差別では準決勝で中国の喬艶敏に判定で敗れたものの、3位決定戦で五十嵐に袈裟固で一本勝ちして3位は確保した。そしてそのすぐ後には中国遠征に参加した。
1993年1月のミキハウス大阪国際女子柔道クラブカップトーナメントでは柳川高校の一員として出場するが、決勝でミキハウスの田辺陽子に崩袈裟固で一本負けして、チームも2位となった。続く広島国際女子柔道選手権大会にも出場するが、準決勝で韓国の孫賢美に敗れて3位に終わった。2月にはフランス国際に出場するが、準決勝でオランダのモニク・ファンデリーに判定で敗れるものの、3位決定戦で鈴木に優勢勝ちして3位となった。3月には高校選手権に出場して、準決勝で阿蘇高校2年の二宮美穂を有効、決勝で夙川学院高校2年の山下まゆみを効果で下して優勝を果たした。

#### 高校2年
4月の全日本選手権では、準々決勝で東海大学4年の松尾徳子に苦戦するが終了30秒ほど前に大外刈で一本勝ちすると、準決勝でも浅田に袈裟固で一本勝ち、決勝では鈴木に3-0で判定勝ちして史上最年少の16歳にして初優勝を飾った。
5月には上海で開催された東アジア競技大会に出場し、北朝鮮のリンには送襟絞で一本勝ちしたものの、中国の張穎と文にそれぞれ効果を取られて敗れて3位に終わった。6月にはオークランドで開催された環太平洋柔道選手権大会に出場して、韓国の李賢暻に技あり優勢勝ちだった以外は全て一本勝ちして優勝した。7月には体重別に出場して、準決勝で坂上に判定勝ち、決勝で浅田を終了間際の大内刈で有効を取って破り初優勝を果たして、世界選手権では72kg超級と無差別両方の代表に選ばれる。続く金鷲旗では、72kg級の高校チャンピオンである3年の佐藤和恵、185cmで120kgの巨体である3年の妹尾ひでみとともに活躍して優勝を成し遂げた。インターハイでも昨年に続く活躍で2連覇を達成した。
9月にハミルトンで開催された世界選手権の72kg超級では、持ち前のスピードを活かして積極的に攻めて、2回戦で元世界3位であるポーランドの ベアタ・マクシモフ、3回戦で元世界2位であるイギリスのシャロン・リーをそれぞれ指導で破り、準決勝でも2月のフランス国際で敗れたファンデリーを2-1の判定で破って決勝に進出して、決勝でも過去2戦2勝のドイツのヨハンナ・ハーグンを攻め続けて優位に試合を進めていたものの、残り10秒ほどのところで足が滑ったところをハーグンに身体を合わされて効果を取られ、史上最年少の17歳での優勝はならなかった。また、当初は無差別にも出場予定だったが、ケガのため出場を取り止めた。
10月には国体少年女子の部に福岡工大付属高校3年の田村亮子、三池高校2年の杉野美紀子とともに福岡チームの一員として参加して、オール一本勝ちを果たして福岡の優勝に大いに貢献した。その後の福岡国際では、準決勝で元世界チャンピオンであるキューバのエステラ・ロドリゲスから背負投で有効を取って勝ち、決勝でも鈴木を判定で破り初優勝を果たした。
1994年1月のミキハウスカップ団体戦に柳川高校の一員として昨年に続き出場して、初戦でフランスの大学チームの選手に勝つものの、チーム自体は敗れた。2月にはドイツ国際に出場して順調に勝ち上がるが、決勝でオランダのアンヘリク・セリーゼに袈裟固で敗れて2位に終わった。3月の高校選手権では、決勝で土浦日大高校2年の外岡から注意を取って優勢勝ちして2連覇を達成した。

#### 高校3年
4月の全日本選手権では、準々決勝で高校の3年先輩であるコマツの国吉真子に判定勝ち、準決勝で同じく住友海上の福場由里子を横四方固で一本勝ちすると、決勝でも昨年に続く顔合わせになった鈴木を3-0の判定で破り2連覇を達成した。今回の優勝によって史上最年少の17歳にして3段に昇進した。5月の体重別では準決勝で外岡を注意で破り、決勝でも鈴木に3-0で判定勝ちして同じく2連覇を達成した。6月には福岡チームの一員として都道府県対抗大会にも出場するが、準決勝で奈良チームの一員である天理大学4年の宮本佳子に有効を取られて敗れ、チームも3位に終わった。
7月の金鷲旗の決勝では土浦日大に苦戦したものの、相手エースの外岡を内股一本で破るなどして、柳川の5連覇達成に大きく貢献した。しかし8月のインターハイでは、その土浦日大と予選リーグで同じ組に入ってしまって、今回は外岡からポイントを取れず、さらに他のメンバーが敗れたことによって予選リーグで消えることになり、大会3連覇は達成できずに終わった。10月には広島で開催されたアジア大会の無差別に出場して、初戦で文に開始早々合技で一本勝ち、決勝でも184cmで120kgある喬を開始50秒ほどのところで豪快な内股すかしを繰り出して破り、優勝を成し遂げた。試合後にテレビで今大会の実況を務めていたアナウンサーの隈部崇之が、阿武は色紙にサインする時に必ず「努力は人を裏切らない」という言葉を書き込むと紹介した。11月には強化選手選考会に出場して、準決勝で外岡を崩上四方固で破り、決勝でも鈴木に判定勝ちして優勝を果たした。続く福岡国際の決勝ではアジア大会決勝と同じく喬との対戦になり、今回は効果を取られリードされたものの、終了30秒ほど前にこれまた豪快な内股すかしで技ありを取り再び喬を破った。
1995年の1月にはミキハウスカップ団体戦に日本チームの一員として出場して、決勝ではキューバのダイマ・ベルトランと引き分けるが、チームは敗れて2位に終わった。2月にはフランス国際に出場して、準決勝でファンデリーを合技で一本勝ちして、決勝でもゼリーゼを3-0の判定で破り優勝を果たした。3月には柳川高校を同校初の特別学園賞を受賞して卒業した。

### 大学時代

#### 大学1年
4月に明治大学文学部文学科に進学した。ここでは同校柔道部史上初の女性部員となるが、この当時の監督である重松裕之は、阿武はあくまでも例外ケースであり、他の女子部員の入部は認めないと発言しており、事実、その後女子部員が入部したケースは今のところない。
大学生になった直後の全日本選手権では、準決勝で日体大2年の二宮から有効を取って優勢勝ちして、決勝でも浅田を3-0の判定で破り3連覇を果たした。この優勝によって史上最年少の18歳での4段昇進となった。続く体重別では準決勝で外岡に判定勝ち、決勝では浅田を総合勝ちで下して、世界選手権の72kg超級と無差別の代表に選出された。
8月に福岡で開催されたユニバーシアードには無差別に出場して、準決勝で中国の孫福明から大内刈で有効を取って破ると、決勝ではポーランドのマルタ・コウォジェイチクに苦戦するが判定2-1で辛勝して優勝を果たした。
9月に幕張で開催された世界選手権の72kg超級では、初戦は一本勝ちするが3回戦で張に判定負けするものの、その後3位決定戦に勝ち進むが、ベルトランに有効を取られて敗れ5位に終わった。続く無差別の準々決勝でもユニバーシアードで勝った孫に敗れると、その後の3位決定戦でもやや優勢に試合を進めながらロドリゲスに1-2の判定で敗れ5位にとどまり、結局今大会はメダルを獲得することができなかった。その後の福岡国際では、準決勝で喬に本袈裟固で一本勝ちして、決勝でも二宮を注意で破り3連覇を達成した。

#### 大学2年
1996年は冬のヨーロッパ遠征には参加しなかった。この年最初の試合となった4月の体重別では、準決勝で浅田を注意で破り、決勝では二宮に有効を取って優勢勝ちした。続く全日本選手権では、準決勝で福場に判定勝ちして、決勝でも二宮を横四方固で破って優勝を飾り、アトランタオリンピック代表に選出された。
アトランタオリンピックにおける72kg超級の当初の組み合わせでは、準決勝までは比較的楽に勝ち進める可能性があったものの、出場予定のインドの選手が組み合わせに入っていなかったことからやり直しになった。新たな組み合わせでは初戦で両性具有であるブラジルのエディナンシ・シルバとの対戦になったことで心理的な動揺も生じたのか、試合ではわずか30秒ほどのところで内股で投げられてしまい、まさかの初戦敗退に終わった。なお、立ち技で一本負けしたのは自身初めてのことだったという。
その後、オリンピックを契機に階級をそれまでの72kg超級から72kg級に下げて10月の全国女子体重別に出場して、準決勝で福場を判定で破り、決勝でも筑波大学4年の吉田早希から一本背負投で有効を取って優勢勝ちして、階級転向後第一戦にして優勝を成し遂げた。続く福岡国際の準決勝ではアトランタオリンピックで優勝したベルギーのウラ・ウェルブルックに効果を取られて敗れるが、3位決定戦では吉田を判定で破って3位は確保した。
1997年1月には大阪で開催されたワールドカップ団体戦に日本チームの一員として出場して、準決勝でキューバのディアデニス・ルナと引き分けるが、チームは敗れて3位に終わった。2月にはフランス国際に出場して、準決勝で世界チャンピオンであるキューバのルナを警告で破ると、決勝はウクライナのタチアナ・ベリャーエワに不戦勝ちして、階級変更後初の国際大会優勝を果たした。翌週にはオーストリア国際にも出場するが、試験的に階級を上げてきた66kg級のオリンピックチャンピオンである韓国の曺敏仙に注意を取られて敗れ、3位に終わった。

#### 大学3年
4月の全日本選手権では準決勝で埼玉大学3年の天尾美貴に有効を取って優勢勝ちするが、決勝では72kg超級時代のライバルである二宮に0-3で判定負けして2位に終わった。二宮には実に11度目の対戦にして初めて敗れた。その後の体重別では、決勝で吉田から袖釣込腰で効果を取って、72kg級では体重別での初優勝を果たして世界選手権代表に選出された。
10月にパリで開催された世界選手権では、準決勝で地元フランスのエスサ・エソンブに横四方固で一本勝ちすると、決勝でも前回のチャンピオンであるルナから終了間際に大内刈で有効を取り、世界選手権で初優勝を果たした。
世界チャンピオンになって最初に出場した大会である11月の全国女子体重別では、決勝で旭川大高校3年の佐藤和枝を判定で破り優勝を飾った。続く福岡国際の決勝でも、パリ世界選手権決勝に続く対戦となったルナ相手に、大内刈をきめて一本勝ちで優勝を果たした。

#### 大学4年
1998年4月の全日本選手権では、準々決勝で2階級下の選手である筑波大学1年の前田桂子に開始早々の背負投でよもやの一本負けを喫した。しかし、その後の体重別では決勝で帝京大学2年の松崎みずほを判定で下して優勝した。12月にはバンコクで開催されたアジア大会に出場するが、初戦で中国の唐琳に判定で敗れると、敗者復活戦でも韓国の姜旼廷に技ありを取られて敗れて7位にとどまり、メダルさえ取れない散々な結果に終わった。
アジア大会が12月にあったために1ヶ月先延ばしになって開催された1999年1月の福岡国際では、決勝でルナを注意で破り優勝を果たした。2月にはドイツ国際に出場して、決勝で地元ドイツのハンナ・エーテルを合技で破り、この大会初優勝を果たした。3月には全日本選手権の東京予選に出場して、決勝で拓殖大学3年の水谷有希を袈裟固で破り優勝した。さらには明治大学を卒業して、警視庁所属となった。

### 社会人時代

#### シドニーオリンピックまで
高校2年以来となる予選から勝ち上がっての出場となった全日本では、準々決勝で大会3連覇を狙う二宮を2-1と微妙な判定ながら破り、準決勝でも前田に3-0で判定勝ちして昨年の雪辱を果たして、決勝でも住友海上の上野雅恵を終了間際の大内刈で有効を取って破り、今大会3年ぶり5度目の優勝を果たした。
なおこの大会への出場は結果として今回が最後となった。続く体重別では決勝で松崎に判定勝ちで優勝して、世界選手権代表に選ばれた。
10月のバーミンガムでの世界選手権では、準決勝で前年のアジア大会で敗れた姜から注意を取って雪辱を果たすと、決勝では中国の尹玉峰に先に注意を取られてリードされるものの、ラスト50秒ほどのところで豪快な大内刈をきめて逆転の一本勝ちをして大会2連覇を達成した。12月には福岡国際に出場するが、準決勝でベルギーのハイジ・ラケルスに有効を取られて敗れるも、3位決定戦ではフランスのサンドラ・ボルドリューに崩袈裟固で一本勝ちして3位に入った。
2000年4月の体重別では決勝で松崎から大内刈で効果を取って優勢勝ちで優勝して、シドニーオリンピック代表に選ばれた。シドニーオリンピックでは、前回アトランタでの雪辱を期すつもりで臨んだ。しかし、極度の緊張のため体重も78kg級の選手でありながら71.8kgまで落ち込んだ影響もあって、初戦で元世界チャンピオンであるイタリアのエマヌエーラ・ピエラントッツィを思うように攻め込めず逆に指導を取られると、その後ポイントを取り返せずに試合終了となって優勢負けを喫して、前回に続いてまたしてもオリンピックでは初戦で敗れる結果となってしまった。世界選手権2連覇という実績がありながら2度のオリンピックで優勝はおろか1勝も出来ない様子は、「柔道界の七不思議」と言われるほどだった。また阿武もシドニー五輪後は特に大きなショックを受け、1ヶ月間柔道衣を着なかったという。

### 社会人時代

#### アテネオリンピックまで
12月にはオリンピック後最初の大会となる福岡国際に出場して、決勝で松崎を注意で破って優勝を飾り、新たなスタートをきることになった。
2001年の2月にはドイツ国際に出場するも、3回戦でラケルスに敗れると、さらに敗者復活戦でもドイツのジェニー・カールに敗れてメダルなしに終わった。4月の体重別では決勝で松崎から大内刈で技ありを取って優勝を果たして、世界選手権代表に選ばれた。7月にミュンヘンで開催された世界選手権では、準決勝で韓国の李昭妍を注意で破ると、決勝でキューバのユリセル・ラボルデを盛んに攻め込んで終了間際注意を取って優勢勝ちして、大会3連覇を達成した。しかし、12月の福岡国際では決勝でフランスのセリーヌ・ルブランに判定負けして2位に終わった。
2002年4月の体重別では、決勝で帝京大学1年の鳥谷部真弓を合技で破って優勝して、山口香、田村亮子に続く体重別10連覇を達成した。9月にはバーゼルで開催されたワールドカップ団体戦に出場して、決勝でキューバチームのラボルデを隅落一本で破り、日本チームの団体優勝に貢献した。11月には全国女子体重別に出場して、決勝で松崎から大内刈で有効を取って5年ぶりに優勝した。続く福岡国際では決勝で韓国の趙壽姫を判定で破り5年ぶりに優勝した。さらには、この大会10年ぶりとなる無差別にも出場するが、2回戦で中国の買雪英に掬投で一本負けするも、その後3位決定戦でドイツのカーチャ・ガーバーから大内刈で一本をきめて3位に入った。
2003年の2月にはフランス国際に出場して、決勝で趙を警告で破り優勝した。続く体重別では、決勝で松崎から小外掛で効果を取って優勝して世界選手権代表に選出された。9月に大阪で開催された世界選手権では、準決勝でスペインのエステール・サン・ミゲルから大内刈で技ありを取って下すと、決勝では前回と同じ対戦になったラボルデを積極的に攻め、指導3を取って優勢勝ちして大会4連覇を達成した。また、この大会から設けられたエキシビションの国別団体戦にも出場して、決勝の中国戦で尹玉峰に勝利するなどチームの優勝に貢献した。
2004年4月の体重別では、決勝で淑徳大学3年の中澤さえから合技で一本勝ちして大会12連覇を成し遂げて、今大会11連覇の記録を持つ谷を上回ることになった。また、この結果によりアテネオリンピックの代表に選出された。その際に記者陣から、過去2回の五輪で初戦で敗れた事を聞かれると、阿武は「オリンピックに2度出て2度共初戦敗退もなかなか出来ない経験です」と冗談交じりにコメントし、記者陣を笑わせていた。

### アテネオリンピックで悲願の金メダル
自身3度目のオリンピックとなったアテネでは、事前に過去2度のオリンピックで初戦敗退した自分自身の試合を懸命に見るなど、メンタル面での切り替えも行い、「三度目の正直」を胸に秘めつつこの大会に挑んだ。鬼門と言われた初戦の2回戦（阿武は1回戦はシード）で、ベネズエラのケイビ・ピントから崩袈裟固で一本勝ちして、五輪初勝利をようやく記録した。次の3回戦ではイタリアのルチア・モリコに指導3の優勢勝ちをおさめた。準決勝ではルブランと対戦すると、自身初めてとなるGSに突入するが、9分41秒に及ぶ熱戦の末、大内刈で有効を取って決勝に進出した。決勝では中国の劉霞にポイントを1つリード（劉霞に注意）した所から、残り22秒のところで豪快な袖釣込腰による一本勝ちをきめて、3度目にしてついに悲願のオリンピック金メダリストとなった。警視庁職員の五輪柔道での金メダルは、1972年ミュンヘン五輪中量級の関根忍以来。女性警察官としては史上初の金メダルだった。また、アテネオリンピックで金メダリストとなったことにより、女子選手では初の3冠（オリンピック、世界選手権、全日本選手権の全てで優勝経験を持つこと）を達成した。

### 引退後の動向
アテネオリンピック金メダル獲得の後、阿武は「強化指定選手」の辞退を申し入れ、現役引退を表明した（当初「意欲が湧けば現役復帰もあり得る」と話してはいたものの、その後公式試合には一度も出場していない）。引退後はフランスにコーチ留学し、現在は全日本の女子ジュニアコーチを務める傍ら、解説者としても活動している。北京オリンピックにおいては、女子重量級のTV中継にて、自らの経験に裏打ちされた解説担当を行った。 最近ではロッテルダム世界選手権や、グランドスラム・東京のTV中継でも解説を担当した。
2010年1月5日、全日本女子代表監督を務める元60kg級世界チャンピオンの園田隆二が阿武との結婚及び同年3月15日に挙式をすることも併せて発表した。その為、現在は園田姓を名乗っている。2010年にフジテレビで放映された全日本選抜柔道体重別選手権中継では、園田隆二との結婚後であったために『園田教子』の名義で解説を行った。
2011年6月5日に、第一子となる男児を出産した。
2012年からは全日本の女子特別コーチにも就任している。
2021年7月に日本武道館で開催された東京オリンピックではテレビの解説を務めた。
2023年からは女性で初となる警視庁の男子柔道部監督を務めることになった。

## 兄姉の活躍
共に柔道の元強化指定選手であった兄と姉がいる。5歳年上である兄の貴宏は現役時代は71kg級の選手で、小学生の時に全国少年大会5年生の部で3位、6年生の部で2位になり、その後団体戦では世田谷学園高校柔道部の一員として全国優勝を果たしたことはあったものの、個人戦ではこれといった活躍はなかったが、社会人になってから妹の教子の大活躍に触発されてか、講道館杯で2位になるなど一定の活躍をした。
3歳年上である姉の美和は現役時代は56kg級の選手で、中学2年の時には早くも福岡国際に出場して、そこで新旧世界チャンピオンを破るなど大健闘を見せて2位になった。また、中学3年の時には体重別で優勝すると、翌年には2連覇を果たしてベオグラード世界選手権に出場するなど非常に早熟な選手ではあったが、怪我などもあってその後が続かなかった。

## 柔道スタイル
右組み手から大内刈、背負投、袖釣込腰などをよく繰り出していたが、技は多彩ではなく、特に切れる方でもなかった。
しかし、立ち技で相手を崩したりポイントを奪うと、すかさず抑込技に持ち込み一本を取る堅実さを持ち合わせていた。寝技は抑込技が多かったが、絞め技も時々使っていた。
72kg超級時代は重量級としては非常に小柄な体格ながら敏捷性のある素早い動きで相手を翻弄して反則ポイントを誘うことも少なくなかったが、その反面、巨体の選手相手にも豪快な立ち技をきめていたことが度々あった。
階級を下げて以降は、状況に応じて相手の重心を崩しやすいように前後左右に動きながら、相手をいなしたりあおったりできる組み手と、これに連動した足捌きの巧さで、自分の得意技に持ち込み、試合運びを有利に展開することが多かった。

## 戦績
| 年月                  | 大会                                               | 成績                                           |
| --------------------- | -------------------------------------------------- | ---------------------------------------------- |
| 1987年4月             | 全国少年柔道大会 5年生の部（男女混在）             | 2位                                            |
| 1991年8月             | 全中                                               | 56kg超級優勝                                   |
| 1992年-1994年7月      | 金鷲旗                                             | 3連覇                                          |
| 1992年、1993年8月     | インターハイ 女子団体戦                            | 2連覇                                          |
| 1992年8月             | ポーランドジュニア国際                             | 優勝                                           |
| 1992年10月            | 世界ジュニア                                       | 2位                                            |
| 1992年10月            | 全日本女子柔道強化選手選考会                       | 優勝                                           |
| 1992年12月            | 福岡国際                                           | 無差別 3位                                     |
| 1993年1月             | ミキハウス大阪国際女子柔道クラブカップトーナメント | 2位                                            |
| 1993年1月             | 広島国際女子柔道選手権大会                         | 3位                                            |
| 1993年2月             | フランス国際                                       | 3位                                            |
| 1993年、1994年3月     | 全国高校選手権                                     | 2連覇                                          |
| 1993年-1996年、1999年 | 全日本女子選手権                                   | 合計5度の優勝                                  |
| 1993年-2004年         | 選抜体重別                                         | 12連覇                                         |
| 1993年6月             | 環太平洋柔道選手権大会                             | 優勝                                           |
| 1993年9月             | 世界選手権                                         | 2位                                            |
| 1993年10月            | 国体 少年女子の部                                  | 優勝                                           |
| 1993年-1995年12月     | 福岡国際                                           | 3連覇                                          |
| 1994年2月             | ドイツ国際                                         | 2位                                            |
| 1994年6月             | 都道府県対抗全日本女子柔道大会                     | 3位                                            |
| 1994年10月            | アジア大会                                         | 無差別 優勝                                    |
| 1994年11月            | 全日本女子柔道強化選手選考会                       | 優勝                                           |
| 1995年1月             | ミキハウスカップ団体戦                             | 2位                                            |
| 1995年2月             | フランス国際                                       | 優勝                                           |
| 1995年8月             | ユニバーシアード                                   | 無差別 優勝                                    |
| 1995年9月             | 世界選手権                                         | 72kg超級及び無差別 ともに5位                   |
| 1996年7月             | アトランタオリンピック                             | 1回戦敗退                                      |
| 1996年11月            | 全国女子柔道体重別選手権                           | 優勝                                           |
| 1996年12月            | 福岡国際                                           | 3位                                            |
| 1997年1月             | ワールドカップ団体戦                               | 3位                                            |
| 1997年2月             | フランス国際                                       | 優勝                                           |
| 1997年2月             | オーストリア国際                                   | 3位                                            |
| 1997年4月             | 全日本女子選手権                                   | 2位                                            |
| 1997年10月            | 世界選手権                                         | 優勝                                           |
| 1997年11月            | 全国女子柔道体重別選手権                           | 優勝                                           |
| 1997年12月            | 福岡国際                                           | 優勝                                           |
| 1998年12月            | アジア大会                                         | 7位                                            |
| 1999年1月             | 福岡国際                                           | 優勝                                           |
| 1999年2月             | ドイツ国際                                         | 優勝                                           |
| 1999年10月            | 世界選手権                                         | 優勝（2連覇）                                  |
| 1999年12月            | 福岡国際                                           | 3位                                            |
| 2000年9月             | シドニーオリンピック                               | 1回戦敗退                                      |
| 2000年12月            | 福岡国際                                           | 優勝                                           |
| 2001年7月             | 世界選手権                                         | 優勝（3連覇）                                  |
| 2001年12月            | 福岡国際                                           | 2位                                            |
| 2002年9月             | ワールドカップ団体戦                               | 優勝                                           |
| 2002年11月            | 全国女子柔道体重別選手権                           | 優勝                                           |
| 2002年12月            | 福岡国際                                           | 78kg級 優勝 無差別 3位                         |
| 2003年2月             | フランス国際                                       | 優勝                                           |
| 2003年9月             | 世界選手権                                         | 個人戦 優勝(4連覇) 団体戦(エキシビション) 優勝 |
| 2003年12月            | 福岡国際                                           | 優勝(計8度目の優勝)                            |
| 2004年8月             | アテネオリンピック                                 | 優勝                                           |

(出典、JudoInside.com)

## 有力選手との対戦成績
| 国籍               | 選手名               | 内容   |
| ------------------ | -------------------- | ------ |
| ポーランドの旗     | ベアタ・マクシモフ   | 2勝    |
| ドイツの旗         | ヨハンナ・ハーグン   | 2勝1敗 |
| オランダの旗       | モニク・ファンデリー | 4勝1敗 |
| オランダの旗       | アンヘリク・セリーゼ | 1勝1敗 |
| キューバの旗       | エステラ・ロドリゲス | 1勝1敗 |
| キューバの旗       | ダイマ・ベルトラン   | 1敗1分 |
| 中華人民共和国の旗 | 張穎                 | 2敗1分 |
| 中華人民共和国の旗 | 孫福明               | 1勝1敗 |
| 大韓民国の旗       | 文祉允               | 1勝2敗 |
| キューバの旗       | ディアデニス・ルナ   | 5勝1分 |
| キューバの旗       | ユリセル・ラボルデ   | 4勝    |
| フランスの旗       | セリーヌ・ルブラン   | 2勝1敗 |
| ベルギーの旗       | ハイジ・ラケルス     | 2勝2敗 |

(参考資料：ベースボールマガジン社発行の近代柔道バックナンバー、JudoInside.com等)

## 脚註
1. 1 2 3 4 5 6 7 8 9 10 11 12 13 14 15 16 17 18 19 20 21 22 23 24 25  「阿武教子　第一線引退特集」近代柔道 ベースボールマガジン社、2005年3月号　26-28頁
2. 1 2 3 4 5  ｢解体新書　阿武教子｣近代柔道　ベースボールマガジン社、2000年5月号、105-108頁
3. 1 2 3 4 5  著名な柔道家インタビュー 園田教子氏 全日本柔道女子ジュニアコーチ柔道チャンネル
4. ↑  【詳細】 [PDFファイル／8.11MB] - 萩市
5. ↑  ｢ZOOM　IN　素顔　阿武教子｣近代柔道　ベースボールマガジン社、1996年3月号、81-83頁
6. ↑  ｢第7回全国少年柔道大会｣近代柔道　ベースボールマガジン社、1987年6月号、43頁
7. ↑  ｢特集　1993年男女世界選手権大会｣近代柔道　ベースボールマガジン社、1993年11月号、43-45頁
8. ↑  ｢平成6年全日本女子柔道選手権大会｣近代柔道　ベースボールマガジン社、1994年6月号、84-86頁
9. ↑  [広島アジア大会柔道競技　女子無差別]　TBSテレビ　1994年10月15日
10. ↑  [阿武が卒業式で特別賞]　日刊スポーツ　1995年3月3日
11. ↑  [阿武　明大に合格]　日刊スポーツ　1994年12月10日
12. ↑  ｢YAWARAインフォメーション｣近代柔道　ベースボールマガジン社、1995年6月号、108頁
13. ↑  ｢95世界選手権大会決算号｣近代柔道　ベースボールマガジン社、1995年10月号増刊、48頁
14. ↑  ｢大特集　第26回オリンピック・アトランタ大会柔道競技｣近代柔道　ベースボールマガジン社、1996年9月号、65頁
15. ↑  ｢平成8年度　全国女子柔道体重別選手権大会｣近代柔道　ベースボールマガジン社、1996年12月号、13頁
16. ↑  [柔道・全日本女子選手権]　読売新聞　1997年4月14日
17. ↑  ｢1997年パリ世界柔道選手権大会｣近代柔道　ベースボールマガジン社、1997年11月号、9頁
18. ↑  ｢アジア大会柔道競技｣近代柔道　ベースボールマガジン社、1999年1月号、38-39頁
19. ↑  ｢99世界柔道選手権大会｣近代柔道　ベースボールマガジン社、1999年11月号、14頁
20. ↑  ｢総力特集　第27回オリンピック・シドニー大会柔道競技｣近代柔道　ベースボールマガジン社、2000年10月号、121頁
21. ↑  阿武教子　五輪の借り、五輪で返した　スポーツニッポン　2012年2月11日
22. ↑  柔道・阿武教子　日本トップリーグ連携機構
23. ↑  “阿武、5年ぶり優勝”.   四国新聞社 (2002年11月16日). 2019年12月9日閲覧。
24. ↑  ｢2003大阪世界選手権｣近代柔道　ベースボールマガジン社、2003年10月号、108頁
25. ↑  ｢男女全日本選抜体重別選手権｣近代柔道　ベースボールマガジン社、2004年5月号、13頁
26. ↑  ｢ワイド特集・アテネ五輪｣近代柔道　ベースボールマガジン社、2004年9月号、10頁-12頁
27. ↑  柔道・女子78kg級　阿武教子　3度目挑戦で女子初の「3冠」　MSN産経ニュース　2012年7月17日
28. ↑  講道館杯全日本体重別選手権大会
29. ↑  園田監督が阿武と結婚 サンケイスポーツ 2010年1月5日閲覧
30. ↑  「全日本選抜柔道体重別選手権」
31. ↑  アテネ五輪金の阿武教子さんに第1子誕生…柔道 報知新聞 2011年6月6日閲覧
32. ↑  日本柔道強化メンバー
33. ↑  アテネ金の園田教子氏「畳下りる前に涙見せ驚き」　金メダル素根輝たたえる　NHK　2020年7月30日
34. ↑  五輪金の園田さん、初の女性監督に　旧姓阿武、警視庁で男子指導―柔道　時事通信　2023年1月1日
35. ↑  「平成6年度日本柔道体重別選手権大会」近代柔道 ベースボールマガジン社、1995年2月号、38頁
36. ↑  「ZOOM　IN　素顔　阿武美和」近代柔道 ベースボールマガジン社、1990年1月号、92-93頁
37. ↑  「CLOSE-UP 新女王 阿武教子」近代柔道 ベースボールマガジン社、1993年6月号、68-71頁
38. ↑  「徹底分析 女王阿武の心技体」近代柔道 ベースボールマガジン社、1995年6月号、63-66頁
39. ↑  「別冊付録　柔道ニッポン代表14人本」近代柔道 ベースボールマガジン社、2004年8月号　24-25頁